# 英特尔升级服务
英特尔升级服务（英語：Intel Upgrade Service）是一个较为短暂并具争议的英特尔计划，其允许将某些低端处理器通过付费购买激活码的方式来解锁额外功能。 
该计划于2010年9月推出，适用于基于Clarkdale架构的奔腾G6951桌面处理器（运行于2.8 GHz），并在推出后立即遭到了专业媒体的批评。支付50美元，处理器就可启用额外的1兆字节缓存，以及超线程功能，使其与Core i3-530几乎一致，仅频率保持不变而稍低（i3-530的运行频率为2.93 GHz）。经该软件升级后的处理器的正式名称为奔腾G6952。为使激活软件正常运作，主板必须采用DH55TC或DH55PJ芯片组。 一则评论指出，以当时的市场价格，实际上多花15美元就可购买到比G6951更佳的i3-530，这使该服务升级卡的官方定价令人生疑。 
该计划在2011年被扩展到如下Sandy Bridge系列处理器： 
- 酷睿i3-2312M（2.1 GHz，3 MB缓存）笔记本电脑处理器，可以升级到更高频率、更多缓存的Core i3-2393M（2.5 GHz，4 MB缓存）
- 酷睿i3-2102（3.1 GHz，3 MB缓存）桌面处理器，可以升级到更高频率的Core i3-2153（3.6 GHz）
- 奔腾G622桌面处理器（2.6 GHz，3 MB缓存），可以升级到更高频率的奔腾G693（3.2 GHz）

Sandy Bridge升级计划在美国、加拿大、墨西哥、巴西、秘鲁、荷兰、德国、菲律宾和印度尼西亚提供。 
英特尔最初为该方案提出了辩护，但最终于2011年终止。 